# Vann Nath

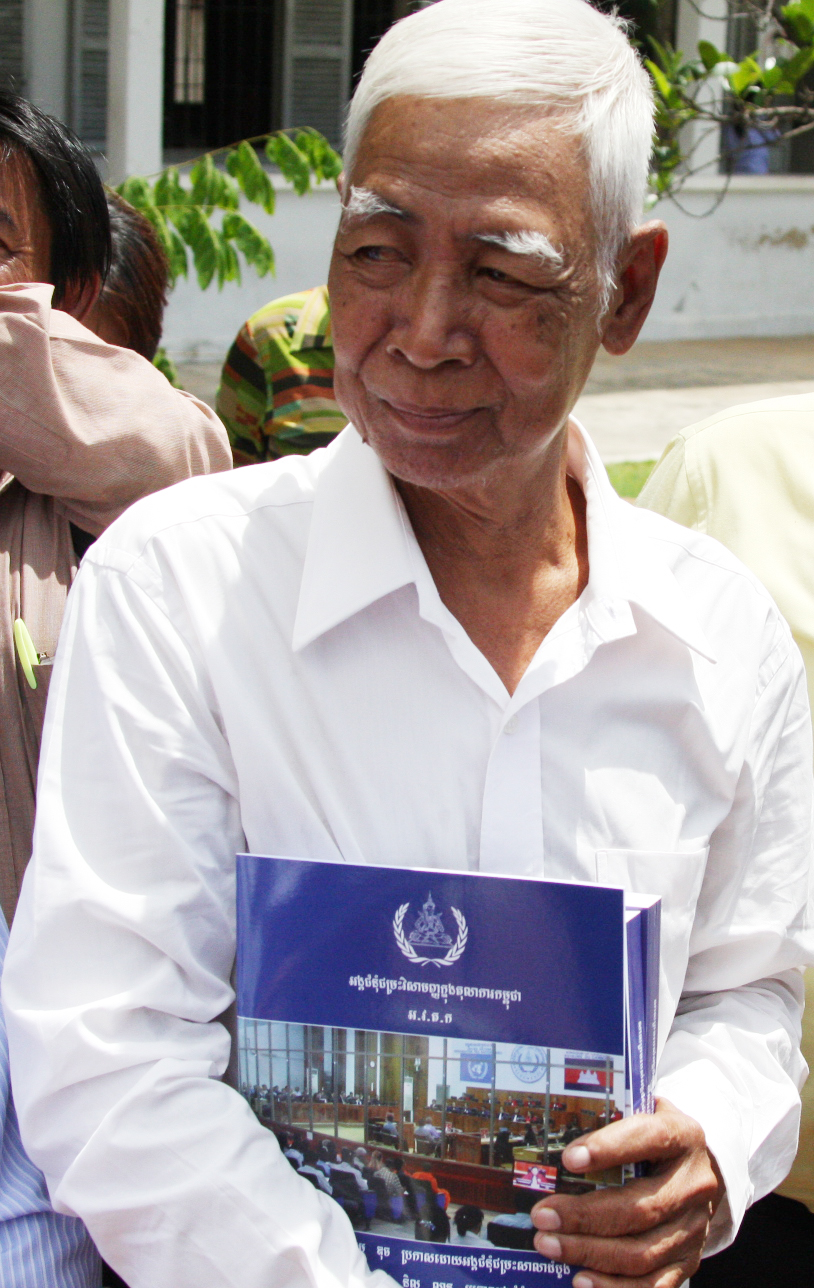
Vann Nath mit einer Abschrift des Urteils im Prozess gegen Kaing Guek Eav, 12. August 2010

Vann Nath (* 7. Januar 1946 in Wat Sopee, Provinz Battambang; † 5. September 2011 in Phnom Penh) war ein kambodschanischer Maler und einer von wenigen Menschen, die das Foltergefängnis Tuol Sleng (S-21) in Phnom Penh überlebten.

## Leben

### Frühe Jahre
Die Eltern von Vann Nath waren sehr arm, so dass er mit 14 oder 15 Jahren, statt zur Schule zu gehen, einer Arbeit in einer Fabrik nachgehen musste. In den 1960ern verbrachte er mehrere Jahre als buddhistischer Mönch – eine in Kambodscha durchaus übliche Phase im Leben junger Männer. Im Jahre 1965 wurde er in bildender Kunst an einer privaten Regionalschule in der Provinz Battambang unterrichtet. Während dieser Zeit ließ er sich vor allem von französischer Malerei anregen, insbesondere der Impressionismus beeindruckte ihn sehr. Nach zwei Jahren Ausbildung konnte er sich als Maler etablieren. Vor dem ersten Bürgerkrieg malte er Filmplakate, Schilder und Porträts. Ab 1971 war er mit Kith Eng verheiratet. Mit ihr hatte er drei weitere Kinder, die alle nach seiner Gefangenschaft geboren wurden.

### Während der Diktatur der Roten Khmer
Nachdem die Roten Khmer im Jahr 1975 an die Macht gekommen waren, wurde er selektiert und gezwungen, in einer Kooperative jeden Tag 12 Stunden zu arbeiten. Am 30. Dezember 1977 wurde er in den zum Gefängnis umgewandelten buddhistischen Tempel Wat Samrong in Battambang eingeliefert. Ihm wurde vorgeworfen, den Moralkodex der Organisation Angkar verletzt zu haben und CIA-Agent zu sein. Eine Woche später, genau an seinem 32. Geburtstag am 7. Januar 1978, wurde er nach S-21 überstellt. Man brachte ihn in einer Massenzelle zusammen mit 50 anderen Menschen unter, wobei alle Gefangenen angekettet waren.
Nach ungefähr einem Monat wurde er plötzlich zum Leiter des Tuol-Sleng-Folterzentrums, Kang Kek Leu (oder auch Dëuch genannt), bestellt und gefragt, ob er eine bestimmte männliche Person auf einem Foto erkenne. Er verneinte dies, denn wie fast alle Kambodschaner damals hatte er noch nie etwas vom sogenannten „Bruder Nr. 1“, dem Führer der Roten Khmer, Pol Pot gehört. Schließlich wurde ihm eröffnet, dass er zusammen mit wenigen anderen Künstlern nun Gemälde von Pol Pot für Propagandazwecke anfertigen solle. Seine Porträts wurden in Parteibüros und in öffentlichen Gebäuden aufgehängt. Seine Lage im Gefängnis verbesserte sich, da er eine Einzelzelle und mehr Lebensmittel erhielt. Trotzdem blieb ihm im weiteren Verlauf seiner Gefangenschaft die Folter nicht erspart, er wurde weiterhin mit Elektroschocks gefoltert.
Am 7. Januar 1979 hatte die Vietnamesische Volksarmee das Regime von Pol Pot zu Fall gebracht. An diesem Tag musste er sich in den Vorhof des Gefängnisses begeben, wo sich Dëuch und andere Angestellte von Tuol Sleng eingefunden hatten. Alle waren bewaffnet, und Vann Nath befürchtete, erschossen zu werden. Doch es kam anders, die Wachmannschaft floh vor den anrückenden Vietnamesen, und er erlangte seine Freiheit wieder. Während seine Frau ebenfalls das Rote-Khmer-Regime überlebte, starben seine beiden Söhne an den Folgen der Zwangsmaßnahmen der Roten Khmer gegen die Zivilbevölkerung.

### 1979 bis zum Tod
Im selben Jahr fragte ihn die neue Regierung von Kambodscha, ob er nicht Darstellungen der Foltermethoden im S-21 malen könne. Diese Bilder sind nun im zum Museum umgewandelten Tuol Sleng zu sehen und geben zusammen mit dort ausgestellten Folterinstrumenten und Fotos (u. a. auch die Bilder des vietnamesischen Kriegsfotografen Ho Van Tay, welche die letzten verstümmelten Opfer zeigen, die vietnamesische Armeeangehörige bei der Inspektion des Foltergefängnisses nach dem Einmarsch in Phnom Penh vorfanden) den Besuchern dieses Museums erst eine Vorstellung davon, welche immensen Qualen die Insassen vom S-21 erleiden mussten.
Vann Nath war sehr eng mit dem Filmemacher Rithy Panh befreundet, in dessen Dokumentation S-21: The Khmer Rouge Killing Machine er mit früheren Angehörigen des S-21-Personals konfrontiert wird.
Vann Nanh engagierte sich als Opfervertreter und unterstützte das Rote-Khmer-Tribunal. Als einer der sieben erwachsenen überlebenden Häftlinge des Folterzentrums S-21 war er 2009 Kronzeuge im Gerichtsverfahren gegen Kang Kek Leu, dem ehemaligen Gefängnischef.
Vann Nath starb am 5. September 2011 an den Folgen einer langjährigen Nierenerkrankung.